# Ladies Tour of Estonia
Die Ladies Tour of Estonia ist ein estnisches Straßenradrennen im Frauenradsport.
Das Eintagesrennen wird seit 2022 ausgetragen und findet im Rahmenprogramm der Tour of Estonia für Männer statt. Start und Ziel sind in Tartu, die Strecke führt auf leicht welligem Terrain durch die Waldgebiete im Osten der Stadt. Das Frauenrennen ist in die Kategorie 1.2 eingestuft. 

## Sieger
| Jahr | Sieger                   | Zweiter               | Dritter               |
| ---- | ------------------------ | --------------------- | --------------------- |
| 2022 | Agnieszka Skalniak-Sójka | Kristel Sandra Soonik | Karolina Karasiewicz  |
| 2023 | Olha Schekel             | Kathrin Schweinberger | Kristel Sandra Soonik |
| 2024 | Eline Van Rooijen        | Olivija Baleišytė     | Laura Lizette Sander  |
| 2025 |                          |                       |                       |